# أب أسبيد غوزنان (لوداب)
أب أسبید غوزنان (بالفارسية: آب‌اسپید گوزنان) هي قرية تقع في إيران في قسم لوداب الريفي. يقدر عدد سكانها بـ 60 نسمة .